# Amphoe Santi Suk

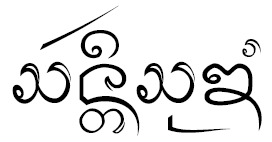
„Santi Suk“ in Lanna-Schrift

Amphoe Santi Suk (Thai: อำเภอ สันติสุข) ist ein Landkreis (Amphoe – Verwaltungs-Distrikt) in der Mitte der Provinz Nan. Die Provinz Nan liegt im Nordosten der Nordregion von Thailand.

## Geographie
Benachbart sind im Uhrzeigersinn von Norden aus: die Amphoe Tha Wang Pha, Pua, Bo Kluea, Mae Charim, Phu Phiang und Mueang Nan. Alle Landkreise liegen in der Provinz Nan.

## Geschichte
Santi Suk wurde am 15. Juni 1981 zunächst als „Zweigkreis“ (King Amphoe) eingerichtet, indem die beiden Tambon Du Phong und  Pa Laeo Luang vom Amphoe Mueang Nan abgetrennt wurden.
Am 21. April 1983 kam der dritte Tambon Phong hinzu, der vom Amphoe Mae Charim abgetrennt worden war.
Am 4. Juli 1994 wurde Santi Suk zum Amphoe heraufgestuft.

## Verwaltung

### Provinzverwaltung
Der Landkreis Santi Suk ist in drei Tambon („Unterbezirke“ oder „Gemeinden“) eingeteilt, die sich weiter in 31 Muban („Dörfer“) unterteilen.
| Nr. | Name          | Thai      | Muban | Einw. |
| --- | ------------- | --------- | ----- | ----- |
| 01. | Du Phong      | ดู่พงษ์      | 08    | 5.060 |
| 02. | Pa Laeo Luang | ป่าแลวหลวง | 10    | 4.436 |
| 03. | Phong         | พงษ์       | 13    | 6.379 |

### Lokalverwaltung
Es gibt keine Städte (Thesaban) im Landkreis.
Im Landkreis gibt es drei „Tambon-Verwaltungsorganisationen“ (องค์การบริหารส่วนตำบล – Tambon Administrative Organizations, TAO)
- Du Phong (Thai: องค์การบริหารส่วนตำบลดู่พงษ์) bestehend aus dem kompletten Tambon Du Phong.
- Pa Laeo Luang (Thai: องค์การบริหารส่วนตำบลป่าแลวหลวง) bestehend aus dem kompletten Tambon Pa Laeo Luang.
- Phong (Thai: องค์การบริหารส่วนตำบลพงษ์) bestehend aus dem kompletten Tambon Phong.